# Kiuwan
Kiuwan es una solución SaaS de análisis estático de código multitecnología, dedicada a la analítica de las aplicaciones software, así como a la medición de la calidad y medida de seguridad de las mismas.
Kiuwan es una de las herramientas en la lista de OWASP de herramientas de análisis estático del código fuente.
También fue finalista de los premios IBM Beacon Awards 2015.

## Historia
Kiuwan es una solución nacida en 2012, creada por Optimyth, una compañía de software fundada en 2008.

## Soporte
Como solución multitecnológica, Kiuwan soporta varios lenguajes de programación, como: Objetive-C, Java, JSP, JavaScript, PHP, C, C++, ABAP, COBOL, JCL, C#, PL/SQL, Transact-SQL, SQL, Visual Basic, VB.NET, RPG, Forms, Android o Hibernate.